# Manuel Fernandes
Manuel José Tavares Fernandes (Sarilhos Pequenos, 5 de junho de 1951 – Lisboa, 27 de junho de 2024) foi um treinador e futebolista português que atuou como ponta de lança.

## Carreira

### Como jogador
Quando era pequeno e sua mãe o mandava para a cama, Manuel Fernandes escondia o rádio para ouvir os relatos dos jogos europeus do Sporting Clube de Portugal, às quartas-feiras à noite.
Aos 16 anos, Manuel Fernandes deslocou-se ao campo do Sarilhense, para realizar testes. Entrou para a equipa de juvenis e um ano mais tarde o treinador chamou-o para a equipa de honra do Sarilhense, que disputava o campeonato da 3ª divisão. Como fazia a ligação entre a linha média e o ataque, não podia fazer o que mais gostava, marcar golos.
No final da temporada, um olheiro do Barreirense convidou-o para ir jogar para a CUF, convite esse que aceitou. Fernandes passou um ano a marcar golos na equipa de reservas. Na época seguinte, com a substituição de treinador, a equipa da CUF tornou-se a equipa-revelação do Campeonato Português, classificando-se em quarto lugar. Com um golo de Manuel Fernandes, que derrotou o FC Porto, os cufistas garantiram uma participação histórica na Taça da UEFA.
Surgiram convites de Alvalade, das Antas e de Belém. Aceitou o convite que lhe foi feito pelo Sporting, pois lembrou-se da premonição da mãe, que lhe disse que ele haveria de jogar nos Leões, que era o clube de toda a família. O avançado entrou para a equipa em 1975, saindo em 1987.
Manuel Fernandes gostava de recordar dois momentos na sua carreira no Sporting: o facto de ter marcado um golo na vitória sobre a União de Leiria que deu o título na época de 1979–80 e ter marcado quatro golos no célebre jogo dos 7 a 1 sobre o Benfica, realizado a 14 de dezembro de 1986.
| “                  | Marquei quatro golos, uma sensação inesquecível, mas estou convencido que se o jogo durasse mais algum tempo... Mas, sinceramente, mais do que qualquer golo ou qualquer jogo, o maior momento de glória da minha vida foi aquele em que vesti, pela primeira vez, a camisola do Sporting. | ” |
| — Manuel Fernandes | |   |

### Como treinador
Começou a carreira de treinador em 1988. Passou por clubes como Estrela da Amadora, Ovarense, Santa Clara e Penafiel.
Em novembro de 2008 foi contratado pela União Desportiva de Leiria, e conseguiu a promoção do clube ao principal escalão do futebol português. Em outubro de 2009, alegando razões pessoais, demitiu-se do cargo. Dias depois foi anunciado como novo treinador do Vitória de Setúbal.

## Morte
A 27 de junho de 2024, faleceu três dias após ter sido operado a um tumor.

## Palmarés

### Como jogador
Sporting
- Campeonato Português: 1979–80 e 1981–82
- Taça de Portugal: 1977–78 e 1981–82
- Supertaça Cândido de Oliveira: 1982

### Como treinador
Sporting
- Supertaça Cândido de Oliveira: 2000

### Prêmios individuais
- Bola de Prata: 1985–86 (30 golos)